# Moenkhausia lata
Moenkhausia lata är en fiskart som beskrevs av Eigenmann, 1908. Moenkhausia lata ingår i släktet Moenkhausia och familjen Characidae. Inga underarter finns listade i Catalogue of Life.